# Ramón Ramírez (football, 1951)
Pour les articles homonymes, voir Ramon Ramirez.
Alfredo Ramón Ramírez, né le 7 septembre 1951 à Buenos Aires, est un footballeur argentin reconverti recruteur.
Il est un des meilleurs buteurs de tous les temps du FC Lorient. C'est un joueur en pivot couplé d'un renard de surface, un opportuniste qui passe onze saisons sous les couleurs du FCL.
Il est parfois confondu avec un autre Ramón Alberto Ramírez né en 1952, lui aussi footballeur argentin notamment joueur de l'UNAM et du CF Atlante.

## Biographie
Arrivé de Buenos Aires en 1971 à Lorient alors en Division 2, il part en 1975 pour l'US Berné.
La première saison, il termine meilleur buteur de D3 groupe ouest avec 18 buts. L'année suivante, il forme avec Christian Gourcuff un duo d'attaque efficace permettant à Ramírez de faire trembler à 22 reprises les filets adverses. Il marque plus de la moitié des buts de son équipe (22 sur 42) et décroche un nouveau titre de meilleur buteur. En 1978, il quitte la Bretagne pour l'Amicale de Lucé en Division 2. Il réalise deux saisons pleines pour un total de 23 buts en 56 matchs.
En 1981, il revient au FC Lorient pour remonter le club de la DSR à la D2 avec 5 promotions en autant de saisons.
Après avoir raccroché les crampons, Ramón Ramírez devient recruteur. Poste qu'il occupe de 2002 à 2011 au FC Lorient. 
C'est lui qui repère notamment Franco Sebastián Sosa et Gabriel Peñalba,.
Sur l'année 2010, la politique de recrutement du FCL est mise à l'honneur par France Football. En effet, le travail de Ramírez et de ses collègues Stéphane Pédron, Christophe Le Roux et Bernard Le Roux est alors mis en avant devant la France entière.

## Palmarès

### Collectif
Avec le FC Lorient :
- Vice-champion de Division 4 en 1984
- Champion de Division d'Honneur de Bretagne en 1983
- Vainqueur de la Coupe de Bretagne en 1982

### Individuel
Meilleur buteur :
- Division 3 1975-1976 groupe Ouest (18 buts)
- Division 3 1976-1977 groupe Ouest (22 buts)

## Statistiques
Le tableau ci-dessous résume les statistiques en match officiel de Ramón Ramírez durant sa carrière de joueur professionnel,.
| Saison                | Club                  | Championnat           | Championnat | Championnat | Coupe(s) nationale(s) | Coupe(s) nationale(s) | Total | Total |
| Saison                | Club                  | Division              | M.          | B.          | M.                    | B.                    | M.    | B.    |
| 1971-1972             | FC Lorient            | D2                    | 18          | 7           |                       |                       | 18    | 7     |
| 1972-1973             | FC Lorient            | D2                    | 18          | 6           |                       |                       | 18    | 6     |
| 1973-1974             | FC Lorient            | D2                    | 2           | 1           |                       |                       | 2     | 1     |
| 1974-1975             | FC Lorient            | D2                    | 6           | 5           |                       |                       | 6     | 5     |
| 1975-1976             | US Berné              | D3                    |             | 18          |                       |                       | 0     | 18    |
| 1976-1977             | US Berné              | D3                    | 27          | 22          |                       |                       | 27    | 22    |
| 1977-1978             | US Berné              | DH                    |             |             |                       |                       | 0     | 0     |
| 1978-1979             | Amicale de Lucé       | D2                    | 32          | 17          |                       |                       | 32    | 17    |
| 1979-1980             | Amicale de Lucé       | D2                    | 24          | 6           |                       |                       | 24    | 6     |
| 1980-1981             | Amicale de Lucé       | D3                    | 27          | 16          |                       |                       | 27    | 16    |
| 1981-1982             | FC Lorient            | DSR                   |             |             |                       |                       | 0     | 0     |
| 1982-1983             | FC Lorient            | DH                    |             |             | 3                     | 0                     | 3     | 0     |
| 1983-1984             | FC Lorient            | D4                    |             |             |                       |                       | 0     | 0     |
| 1984-1985             | FC Lorient            | D3                    | 25          | 9           |                       |                       | 25    | 9     |
| 1985-1986             | FC Lorient            | D2                    | 5           | 1           |                       |                       | 5     | 1     |
| Total sur la carrière | Total sur la carrière | Total sur la carrière | 188         | 108         | 3                     | 0                     | 191   | 108   |